# SG&G
주식회사 SG&G는 SG그룹 산하의 자동차 부품 기업이다.

## 역사
학생운동권 출신인 이의범 창업자가 대학 졸업 후에는 한국통신(현 KT)에 취업했다가 생활정보지 “가로수" 사업을 시작으로 인수 합병 전략을 통해 패션, 물류, 자동차 시트 등의 분야로 사업을 다각화하였으며 3자물류, 자동차 시트 프레임 제조, 금형 및 원자력 설비 부품 제조 사업을 영위 중이다.

## 사업
한국원자력연료의 검수·승인을 통해 상단고정체, 지지격자 등 원자력 발전소에서 필요한 장비와 부품을 생산한다.